# Opera di Colonia

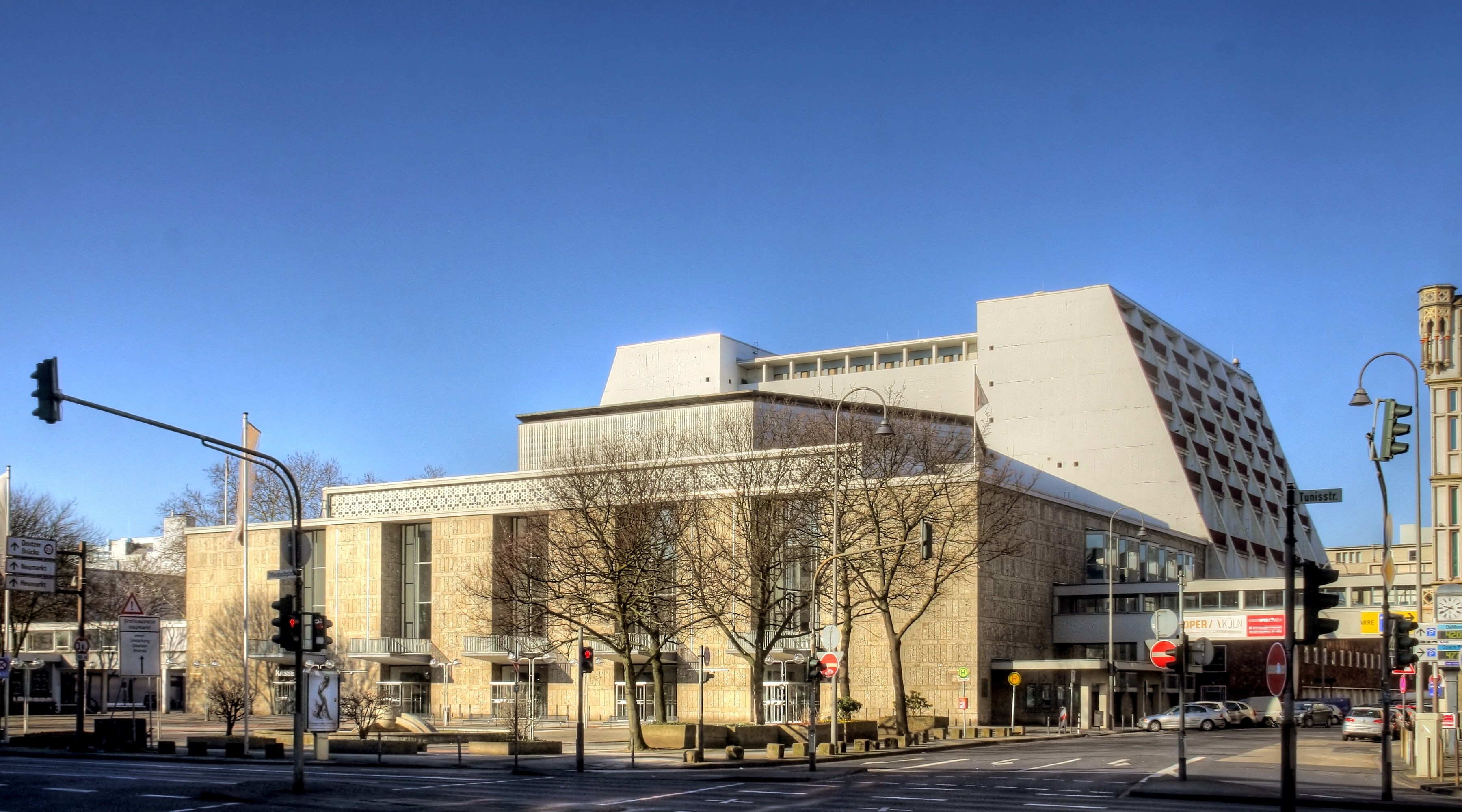
Oper Köln nel 2010

Opera di Colonia (tedesco: Oper der Stadt Köln o Oper Köln) si riferisce sia al principale teatro d'opera di Colonia, Germania, sia alla sua compagnia di opera residente.

## Storia della compagnia
Dalla metà del XVIII secolo l'opera è stata rappresentata nei teatri di corte della città da compagnie d'opera italiane itineranti. La prima compagnia permanente della città fu fondata nel 1822 e si esibì principalmente nel Theater an der Schmierstraße (costruito nel 1783 come teatro privato e utilizzato anche per rappresentazioni teatrali e concerti). La compagnia d'opera si esibì in seguito nel Theater in der Glockengasse (costruito nel 1872) e nel Theater am Habsburger Ring (costruito nel 1902). Il Theatre am Habsburger Ring fu costruito dalla città di Colonia e divenne il suo primo teatro specificamente progettato come un teatro dell'opera.
Nel 1904 la compagnia passò sotto la gestione della città e prese il nome di Oper der Stadt Köln, esibendosi esclusivamente al Theater am Habsburger Ring dal 1906 fino alla seconda guerra mondiale, quando fu gravemente danneggiata dalle bombe alleate. Subito dopo la guerra la compagnia si esibì per la prima volta all'Università di Colonia e poi nei restaurati teatri Glockengasse e Habsburger Ring. Entrambi i teatri furono infine abbattuti e la compagnia si trasferì nell'attuale teatro dell'opera (completato nel 1957). Il progetto modernista del nuovo teatro dell'opera rispecchiava il repertorio che doveva caratterizzare la compagnia del dopoguerra e rappresentò in anteprima molte nuove opere (normalmente una per stagione), producendo anche controversi allestimenti di opere precedenti. La compagnia esegue circa 25 diverse opere sul palco principale durante la sua stagione regolare, che va da settembre a giugno. Si è esibita anche al Festival Internazionale di Edimburgo e al Festival di Vienna durante i mesi estivi.
L'Opera di Colonia ha visto molti allestimenti del ciclo dell'L'anello del Nibelungo di Wagner, ma uno si distingue: una messa in scena furiosa ed efficace di Robert Carsen, che fu universalmente acclamata. Markus Stenz realizzò la straordinaria impresa di condurre l'intero "Anello" in soli due giorni nel 2006. Stenz portò l'intera produzione a Shanghai, in Cina, nel 2010.

### Prime mondiali
Le prime mondiali messe in scena dalla compagnia comprendono:
- Die tote Stadt di Erich Korngold  (4 dicembre 1920)
- Der Zwerg di Alexander Zemlinsky (28 maggio 1922)
- Irrelohe di Franz Schreker (27 marzo 1924)
- Der Heidenkönig di Siegfried Wagner (16 dicembre 1933)
- Bluthochzeit di Wolfgang Fortner (8 giugno 1957)
- Der Tod des Grigorij Rasputin di Nicolas Nabokov (La fine di Rasputin) (27 novembre 1959)
- Die Soldaten di Bernd Alois Zimmermann (15 febbraio 1965)
- Limonen aus Sizilien di Manfred Trojahn (22 marzo 2003)
- Sonntag aus Licht di Karlheinz Stockhausen (9 aprile 2011)

### Direttori musicali
I direttori musicali della compagnia dal 1904, quando divenne ufficialmente l'Oper der Stadt Köln, furono:

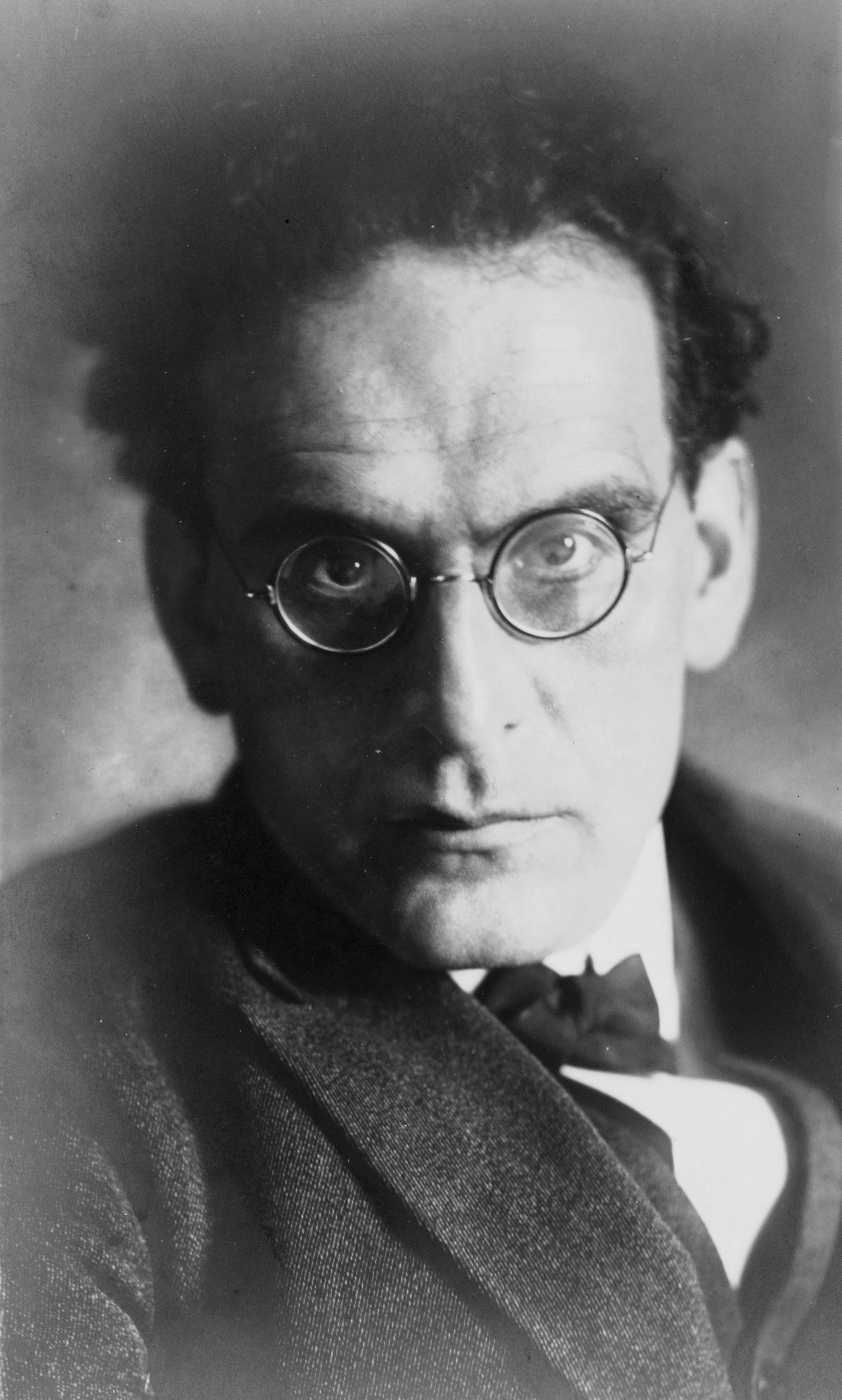
Otto Klemperer, direttore musicale dell'Opera di Colonia dal 1917 al 1924

- Otto Lohse (1904–1911)
- Gustav Brecher (1911–1916)
- Otto Klemperer (1917–1924)
- Eugen Szenkar (1924–1933)
- Fritz Zaun (1929–1939)
- Günter Wand (1945–1948)
- Richard Kraus (1948–1955)
- Otto Ackermann (1955–1958)
- Wolfgang Sawallisch (1960–1963)
- Siegfried Köhler (1964)
- István Kertész (1964–1973)
- John Pritchard (1973–1988)
- James Conlon (1991–2004)
- Markus Stenz (2004 –2014)
- François-Xavier Roth (2014- )

## Il teatro
L'attuale Oper der Stadt Köln fu progettata dall'architetto tedesco Wilhelm Riphahn. Fu inaugurata l'8 maggio 1957 alla presenza di Konrad Adenauer, allora cancelliere della Germania ed ex sindaco di Colonia. La prima opera ad essere eseguita fu Oberon di Carl Maria von Weber. Nel giugno di quell'anno il teatro vide la sua prima mondiale, Die Bluthochzeit di Wolfgang Fortner. Il mese successivo la compagnia d'opera della Scala comparve in tournée con Maria Callas ne La sonnambula. La sede dell'Opera di Colonia ospita occasionalmente recital di solisti ed eventi speciali; uno di questi eventi è stato il concerto del pianista jazz Keith Jarrett nel 1975, che fu registrato e divenne una delle più popolari registrazioni di piano jazz da solista di tutti i tempi, noto come The Köln Concert.
Il teatro ha una capienza di 1.300 posti e una buca per l'orchestra che può ospitare 100 musicisti. Fa parte di un complesso artistico su Offenbachplatz che comprende la Schauspiel Köln (Teatro di Colonia), anch'essa progettata da Wilhelm Riphahn e costruita nel 1962. Alla fine della stagione 2009/2010 entrambi i teatri furono chiusi per un lungo periodo di ristrutturazione e riqualificazione. Inizialmente il teatro dell'opera doveva riaprire a novembre 2015, tuttavia i problemi nel rinnovamento dell'Opera di Colonia hanno fatto sì che le produzioni d'opera siano state eseguite in luoghi alternativi da allora. Tra i locali per gli spettacoli ci sono stati una fabbrica convertita ("Palladium"), una grande tenda sul Reno ("Musical-Dom"), un tribunale di inizio secolo ("Amtsgericht") e una vecchia sala espositiva ("Staatenhaus "). La data di riapertura del Teatro dell'Opera di Offenbachplatz, la cui ristrutturazione è molto in ritardo rispetto al programma e al di là del budget, è ora prevista per l'autunno del 2022.